# Caterine Cifuentes
Leidy Caterine Cifuentes Carranza (4 de septiembre de 1992), es una luchadora colombiana de lucha libre. Logró la 5.ª posición en los Juegos Suramericanos de 2014. Obtuvo una medalla de bronce en el Campeonato Panamericano de 2016.